# Arrondissement de Valenciennes
IXe siècle – 1795
L'arrondissement de Valenciennes (aussi appelé Valenciennois) est une division administrative française, située dans le département du Nord et la région Hauts-de-France. Le Valenciennois fait partie du Hainaut historique (Comté de Hainaut).

## Composition

### Composition de l'arrondissement depuis2015
L'arrondissement compte 82 communes reparties en 6 cantons (Anzin, Aulnoy-lez-Valenciennes, Denain, Marly, Saint-Amand-les-Eaux et Valenciennes) :
- Canton d'Anzin, qui groupe 6 communes :
  - Anzin, Beuvrages, Bruay-sur-l'Escaut, Escautpont, Fresnes-sur-Escaut, Onnaing

- Canton d'Aulnoy-lez-Valenciennes, qui groupe 20 communes :
  - Artres, Aubry-du-Hainaut, Aulnoy-lez-Valenciennes, Bellaing, Famars, Haspres, Haulchin, Haveluy, Hérin, Maing, Monchaux-sur-Écaillon, Oisy, Petite-Forêt, Prouvy, Quérénaing, Rouvignies, La Sentinelle, Thiant, Trith-Saint-Léger, Verchain-Maugré

- Canton de Denain, qui groupe 18 communes :
  - Abscon, Avesnes-le-Sec, Bouchain, Denain, Douchy-les-Mines, Émerchicourt, Escaudain, Hordain, Lieu-Saint-Amand, Lourches, Marquette-en-Ostrevant, Mastaing, Neuville-sur-Escaut, Noyelles-sur-Selle, Rœulx, Wasnes-au-Bac, Wavrechain-sous-Denain, Wavrechain-sous-Faulx

- Canton de Marly, qui groupe 17 communes :
  - Condé-sur-l'Escaut, Crespin, Curgies, Estreux, Hergnies, Marly, Odomez, Préseau, Quarouble, Quiévrechain, Rombies-et-Marchipont, Saint-Aybert, Saultain, Sebourg, Thivencelle, Vicq, Vieux-Condé

- Canton de Saint-Amand-les-Eaux, qui groupe 19 communes :
  - Bousignies, Brillon, Bruille-Saint-Amand, Château-l'Abbaye, Flines-lès-Mortagne, Hasnon, Hélesmes, Lecelles, Maulde, Millonfosse, Mortagne-du-Nord, Nivelle, Raismes, Rosult, Rumegies, Saint-Amand-les-Eaux, Sars-et-Rosières, Thun-Saint-Amand, Wallers

- Canton de Valenciennes, qui groupe 2 communes :
  - Saint-Saulve, Valenciennes

### Composition de l'arrondissement avant2015
L'arrondissement comptait 82 communes reparties en 9 cantons (canton d'Anzin - canton de Bouchain - canton de Condé-sur-l'Escaut - canton de Denain - canton de Saint-Amand-les-Eaux-Rive droite - canton de Saint-Amand-les-Eaux-Rive gauche - canton de Valenciennes-Est - canton de Valenciennes-Nord - canton de Valenciennes-Sud) :
- Canton d'Anzin, qui groupe 4 communes :
  - Anzin, Beuvrages, Bruay-sur-l'Escaut et Saint-Saulve

- Canton de Bouchain, qui groupe 14 communes :
  - Avesnes-le-Sec, Bouchain, Émerchicourt, Haspres, Hordain, Lieu-Saint-Amand, Lourches, Marquette-en-Ostrevant, Mastaing, Neuville-sur-Escaut, Noyelles-sur-Selle, Rœulx, Wasnes-au-Bac et Wavrechain-sous-Faulx

- Canton de Condé-sur-l'Escaut, qui groupe 10 communes :
  - Condé-sur-l'Escaut, Crespin, Escautpont, Fresnes-sur-Escaut, Hergnies, Odomez, Saint-Aybert, Thivencelle, Vicq et Vieux-Condé

- Canton de Denain, qui groupe 7 communes :
  - Abscon, Denain, Douchy-les-Mines, Escaudain, Haveluy, Hélesmes et Wavrechain-sous-Denain

- Canton de Saint-Amand-les-Eaux-Rive droite, qui groupe 7 communes :
  - Bruille-Saint-Amand, Château-l'Abbaye, Flines-lès-Mortagne, Hasnon, Mortagne-du-Nord, Raismes et Saint-Amand-les-Eaux

- Canton de Saint-Amand-les-Eaux-Rive gauche, qui groupe 11 communes :
  - Bousignies, Brillon, Lecelles, Maulde, Millonfosse, Nivelle, Rosult, Rumegies, Saint-Amand-les-Eaux, Sars-et-Rosières et Thun-Saint-Amand

- Canton de Valenciennes-Est, qui groupe 11 communes :
  - Curgies, Estreux, Marly, Onnaing, Préseau, Quarouble, Quiévrechain, Rombies-et-Marchipont, Saultain, Sebourg et Valenciennes

- Canton de Valenciennes-Nord, qui groupe 5 communes :
  - Aubry-du-Hainaut, Bellaing, Petite-Forêt, Valenciennes et Wallers

- Canton de Valenciennes-Sud, qui groupe 16 communes :
  - Artres, Aulnoy-lez-Valenciennes, Famars, Haulchin, Hérin, La Sentinelle, Maing, Monchaux-sur-Écaillon, Oisy, Prouvy, Quérénaing, Rouvignies, Thiant, Trith-Saint-Léger, Valenciennes et Verchain-Maugré

### Découpage communal depuis 2015
Depuis 2015, le nombre de communes des arrondissements varie chaque année soit du fait du redécoupage cantonal de 2014 qui a conduit à l'ajustement de périmètres de certains arrondissements, soit à la suite de la création de communes nouvelles. Le nombre de communes de l'arrondissement de Valenciennes reste quant à lui inchangé depuis 2015 et égal à 82.
Au 1er janvier 2024, l'arrondissement groupe les 82 communes suivantes :
1. Abscon
2. Anzin
3. Artres
4. Aubry-du-Hainaut
5. Aulnoy-lez-Valenciennes
6. Avesnes-le-Sec
7. Bellaing
8. Beuvrages
9. Bouchain
10. Bousignies
11. Brillon
12. Bruay-sur-l'Escaut
13. Bruille-Saint-Amand
14. Château-l'Abbaye
15. Condé-sur-l'Escaut
16. Crespin
17. Curgies
18. Denain
19. Douchy-les-Mines
20. Émerchicourt
21. Escaudain
22. Escautpont
23. Estreux
24. Famars
25. Flines-lès-Mortagne
26. Fresnes-sur-Escaut
27. Hasnon
28. Haspres
29. Haulchin
30. Haveluy
31. Hélesmes
32. Hergnies
33. Hérin
34. Hordain
35. Lecelles
36. Lieu-Saint-Amand
37. Lourches
38. Maing
39. Marly
40. Marquette-en-Ostrevant
41. Mastaing
42. Maulde
43. Millonfosse
44. Monchaux-sur-Écaillon
45. Mortagne-du-Nord
46. Neuville-sur-Escaut
47. Nivelle
48. Noyelles-sur-Selle
49. Odomez
50. Oisy
51. Onnaing
52. Petite-Forêt
53. Préseau
54. Prouvy
55. Quarouble
56. Quérénaing
57. Quiévrechain
58. Raismes
59. Rœulx
60. Rombies-et-Marchipont
61. Rosult
62. Rouvignies
63. Rumegies
64. Saint-Amand-les-Eaux
65. Saint-Aybert
66. Saint-Saulve
67. Sars-et-Rosières
68. Saultain
69. Sebourg
70. La Sentinelle
71. Thiant
72. Thivencelle
73. Thun-Saint-Amand
74. Trith-Saint-Léger
75. Valenciennes
76. Verchain-Maugré
77. Vicq
78. Vieux-Condé
79. Wallers
80. Wasnes-au-Bac
81. Wavrechain-sous-Denain
82. Wavrechain-sous-Faulx

## Histoire
- 1793 : Le district de Valenciennes est créé avec 4 cantons : Bouchain, Condé-sur-l'Escaut, Saint Amand, Valenciennes

- 1801 : Suppression du district de Valenciennes (Fusion avec l'arrondissement de Douai)

- 1824 : Création de l'Arrondissement de Valenciennes avec 7 cantons : Bouchain, Condé-sur-l'Escaut, Saint Amand Rive droite, Saint Amand Rive gauche, Valenciennes Est, Valenciennes Nord, Valenciennes Sud

- 1886 : Création du canton de Denain à partir du canton de Bouchain.

- 1982 : Création du canton d'Anzin à partir du canton de Valenciennes-Nord

## Sous-préfets
Sous-préfet de 1826 à 1830 : Denis-Charles Godefroy de Ménilglaise, précédemment sous-préfet de l'arrondissement de Saint-Malo, nommé en 1826, démissionnaire en 1830.

Sous-préfet en 1931 : Toucas-Massillon.
| Période           | Période           | Identité                           | Fonction précédente                                       | Observation                                                                        |
| ----------------- | ----------------- | ---------------------------------- | --------------------------------------------------------- | ---------------------------------------------------------------------------------- |
|                   |                   |                                    |                                                           |                                                                                    |
| 4 novembre 1853   | 15 décembre 1856  | Félix Lowasy de Loys de Loinville  | Sous-préfet de Saint-Quentin                              | Nommé préfet des Deux-Sèvres                                                       |
|                   |                   |                                    |                                                           |                                                                                    |
| 23 septembre 1858 | 11 juin 1860      | Gustave-Léonard Pompon-Levainville | Sous-préfet de Narbonne                                   | Nommé préfet de la Haute-Savoie                                                    |
|                   |                   |                                    |                                                           |                                                                                    |
| 31 octobre 1867   | 31 janvier 1870   | François Péchin                    | Sous-préfet de Béziers                                    | Nommé préfet de la Corrèze                                                         |
| 31 janvier 1870   | 4 septembre 1870  | Jean Raffier-Dufour                | Sous-préfet d'Issoudun                                    | Révoqué à la chute du Second Empire                                                |
|                   |                   |                                    |                                                           |                                                                                    |
| 9 avril 1871      | 9 août 1872       | Antonin Daunassans                 |                                                           | Nommé préfet de la Corse                                                           |
| 9 septembre 1872  | 26 mai 1873       | Georges Gizolme                    | Sous-préfet de Libourne                                   | Nommé préfet des Pyrénées-Orientales                                               |
| 28 mai 1873       | 19 décembre 1873  | Jules Souchon du Chevalard         | Sous-préfet de Thiers                                     | Nommé préfet de l'Ardèche                                                          |
|                   |                   |                                    |                                                           |                                                                                    |
| 3 septembre 1879  | 29 novembre 1883  | Joseph de Malherbe                 | Sous-préfet de Saint-Malo                                 | Nommé préfet des Deux-Sèvres                                                       |
| 29 novembre 1883  | 22 mars 1889      | Gustave Chadenier                  | Sous-préfet de Pontivy                                    | Nommé préfet du Var                                                                |
| mars 1889         |                   | Mosset                             |                                                           |                                                                                    |
|                   |                   |                                    |                                                           |                                                                                    |
| 19 juillet 1898   | 5 septembre 1904  | Emile Milleteau                    | Sous-préfet d'Avesnes-sur-Helpe                           | Nommé préfet de la Haute-Saône                                                     |
| 5 septembre 1904  | 21 février 1909   | Paul Truc                          | Sous-préfet de Pontivy                                    | Nommé préfet de la Creuse                                                          |
| 21 février 1909   | 20 octobre 1911   | Joseph Benoist                     | Sous-préfet de Briey                                      | Nommé sous-préfet du Havre                                                         |
| 20 octobre 1911   | 1914              | Georges Cauwes                     | Secrétaire général de la préfecture de l'Isère            | Déporté à Tournai par les Allemands jusqu'à l'armistice                            |
|                   |                   |                                    |                                                           |                                                                                    |
| 4 mars 1920       | 9 février 1929    | Lucien Lachaze                     | Secrétaire général de la préfecture de la Haute-Vienne    | Nommé préfet du Gers                                                               |
|                   |                   |                                    |                                                           |                                                                                    |
| 9 novembre 1932   | 6 juin 1939       | Charles Gaubert                    | Secrétaire général de la préfecture de Seine-et-Oise      | Nommé préfet de la Lozère                                                          |
| 6 juin 1939       | 4 septembre 1940  | Émile Pelletier                    | Sous-préfet de Cambrai                                    | Nommé préfet de la Somme                                                           |
| 22 septembre 1940 | 23 juin 1941      | Jean Daugy                         | Sous-préfet de Douai                                      | Nommé préfet des Ardennes                                                          |
| 10 août 1941      | 12 septembre 1942 | Emile-Auguste Gardas               | Sous-préfet de Langres                                    | Nommé préfet de l'Yonne puis suspendu de ses fonctions en 1944                     |
| 5 octobre 1942    | 15 octobre 1943   | Jacques Guillemaut                 | Sous-préfet des Sables-d'Olonne                           | Nommé préfet délégué à Nancy                                                       |
|                   |                   |                                    |                                                           |                                                                                    |
| 12 septembre 1945 | 24 juillet 1946   | Georges Hutin                      | Secrétaire général de la préfecture de Loir-et-Cher       | Nommé préfet des Landes                                                            |
| 24 juillet 1946   | 17 février 1954   | René Bougrat                       | Directeur de cabinet du préfet du Pas-de-Calais           | Nommé préfet de la Corrèze                                                         |
| 15 mars 1954      | 10 septembre 1956 | Georges Joseph                     | Secrétaire général de la préfecture de la Guadeloupe      | Nommé secrétaire général de la préfecture du Pas-de-Calais                         |
| 20 septembre 1956 | 3 août 1961       | Henri Langlade                     |                                                           | Nommé préfet de la Creuse                                                          |
|                   |                   |                                    |                                                           |                                                                                    |
| 5 février 1969    | 14 juin 1973      | Pierre Rouvière                    | Sous-préfet de Dunkerque                                  | Nommé préfet de la Meuse                                                           |
| 10 août 1973      | 15 août 1979      | Philippe Denis                     | Sous-préfet de Cherbourg                                  | Nommé préfet de l'Ariège                                                           |
| septembre 1979    |                   | Maurice Joubert                    |                                                           |                                                                                    |
|                   |                   |                                    |                                                           |                                                                                    |
| 16 mars 1990      | 26 août 1994      | Bertrand Labarthe                  | Secrétaire général de la préfecture du Haut-Rhin          | Nommé secrétaire général de la préfecture d'Ille-et-Vilaine                        |
| 26 août 1994      | 15 juillet 1999   | Henri Masse                        | Secrétaire général de la préfecture du Var                | Nommé préfet de la Guyane                                                          |
| 26 août 1999      | février 2004      | Jacques Millon                     | Secrétaire général de la préfecture de Meurthe-et-Moselle | Nommé préfet des Alpes-de-Haute-Provence                                           |
| 5 mars 2004       | 1er février 2007  | Vincent Bouvier                    | Secrétaire général de la préfecture de la Réunion         | Nommé préfet de Mayotte                                                            |
| 14 mars 2007      | 25 novembre 2010  | Marc Burg                          | Secrétaire général de la préfecture de Meurthe-et-Moselle | Nommé préfet délégué pour la sécurité et la défense auprès du préfet de la Gironde |
| 22 décembre 2010  | 8 juillet 2015    | Franck-Olivier Lachaud             | Secrétaire général de la préfecture d'Ille-et-Vilaine     |                                                                                    |
| 13 août 2015      | 20 décembre 2017  | Thierry Devimeux                   | Ingénieur général des ponts, des eaux et des forêts       | Nommé préfet de la collectivité territoriale de Saint-Pierre-et-Miquelon           |
| 29 janvier 2018   | 1er mars 2020     | Christian Rock                     | Secrétaire général de la préfecture du Val-de-Marne       | Nommé préfet chargé d’une mission de service public relevant du                    |
| 1er avril 2020    |                   | Michel Chpilevsky                  | Sous-préfet d'Arles                                       |                                                                                    |

## Démographie
En 2022, l'arrondissement comptait 350 236 habitants.
| 1962    | 1968    | 1975    | 1982    | 1990    | 1999    | 2006    | 2011    | 2016    |
| ------- | ------- | ------- | ------- | ------- | ------- | ------- | ------- | ------- |
| 357 655 | 372 501 | 372 749 | 360 345 | 349 262 | 348 994 | 347 933 | 349 816 | 351 260 |

| 2021    | 2022    | - | - | - | - | - | - | - |
| ------- | ------- | - | - | - | - | - | - | - |
| 350 643 | 350 236 | - | - | - | - | - | - | - |

### Pyramide des âges
Comparaison des pyramides des âges de l'arrondissement et du département du Nord en 2006 :
| Hommes | Classe d’âge   | Femmes |
| ------ | -------------- | ------ |
| 0,2    | 90 ans et plus | 0,8    |
| 4,9    | 75 à 89 ans    | 8,8    |
| 10,4   | 60 à 74 ans    | 12,6   |
| 20,1   | 45 à 59 ans    | 19,8   |
| 20,7   | 30 à 44 ans    | 19,4   |
| 22,3   | 15 à 29 ans    | 19,8   |
| 21,4   | 0 à 14 ans     | 18,7   |

| Hommes | Classe d’âge   | Femmes |
| ------ | -------------- | ------ |
| 0,2    | 90 ans et plus | 0,8    |
| 4,3    | 75 à 89 ans    | 7,9    |
| 10,3   | 60 à 74 ans    | 11,9   |
| 19,7   | 45 à 59 ans    | 19,4   |
| 21,1   | 30 à 44 ans    | 20,1   |
| 22,6   | 15 à 29 ans    | 21     |
| 21,6   | 0 à 14 ans     | 19     |